# To Live Again
To Live Again è un album dal vivo del gruppo musicale heavy metal finlandese Tarot, pubblicato nel 1994.

## Tracce
1. Children of the Grave
2. Live Hard Die Hard
3. Iron Stars
4. No Return
5. Tears of Steel
6. Breathing Fire
7. Midwinter Nights
8. Wings of Darkness
9. Rose on the Grave
10. Things That Crawl at Night
11. Dancing on the Wire
12. Lady Deceiver
13. The Colour of Your Blood
14. The Chosen
15. Kill the King
16. Do You Wanna Live Forever